# نماز (مزدیسنا)
نماز یکی از واجبات و عبادت‌های مَزدَیَسنا است که برای داشتن توجه همیشگی به دستورهای دینی و سپاسگزاری خدا گزارده می‌شود. این دستورها عمدتاً ماهیتی اخلاقی دارند.
هنگامی که کودکی در یک خانواده زرتشتی به سن «رشد فکری» می‌رسد و دین زرتشت را می‌پذیرد، پس از سِدره‌پوشی به تکلیف می‌رسد. سن رشد فکری معمولاً میان ۸ تا ۱۵ سالگی (بیشتر ۹ تا ۱۱ سالگی) است.
امروزه، نماز پنجگانه را معمولاً موبدان می‌گزارند و بیشتر زرتشتیان به خواندن دعاهای صبحگاه و شامگاه بسنده می‌کنند.

## آمادگی
پیش از نماز گزاردن، باید کارهای زیر را انجام داد:
- پاکی تن در هنگام آغاز نماز
- پوشیدن سِدره و کستی
- پاک بودن لباس از آلایش
- شستن دست و رو
- رو نمودن به قبله

## گاه‌ها و هنگام نماز
زرتشتیان هر روز در ۵ گاه اهورامزدا را نماز می‌گزارند و هنگام این نمازها دارای محدودیت زمانی است.
| گاه                              | اوستایی     | مدت زمانی         | مدت زمانی         | مدت زمانی |
| گاه                              | اوستایی     | از                | تا                |           |
| -------------------------------- | ----------- | ----------------- | ----------------- | --------- |
| هاوَن                             | 𐬵𐬁𐬎𐬎𐬀𐬥      | طلوع خورشید       | نیمروز            |           |
| رَپِتوِن (رَپیتوین)                  | 𐬭𐬀𐬞𐬌𐬚𐬡𐬌𐬥    | نیمروز            | ساعت ۳ بعد از ظهر |           |
| اُزیرِن (اوزیرین)                  | 𐬎𐬰𐬀𐬌𐬌𐬈𐬌𐬭𐬌𐬥  | ساعت ۳ بعد از ظهر | غروب خورشید       |           |
| ایوِسْروتْرِم (اَئیویسْروثْریم، سروثْرِم) | 𐬀𐬌𐬡𐬌𐬯𐬭𐬏𐬚𐬭𐬌𐬨 | غروب خورشید       | نیمه شب           |           |
| اُشَهِن (اوشَهین، اوشَهی ناای-اشمن)   | 𐬎𐬴𐬀𐬵𐬌𐬥      | نیمه شب           | طلوع خورشید       |           |

معمولاً در فصل تابستان، گاهِ رَپِتوِن که هنگام گرما است؛ خوانده نمی‌شود.

## قبله
قبلهٔ زرتشتیان نور و روشنایی است. آنان می‌توانند در روزها به سوی خورشید و شب‌ها در برابر نور ماه، آتش، شمع یا چراغ روشن نماز بخوانند. زرتشتیان تنها در آتشکده رو به آتش نماز می‌گزارند و حتی کسانی که در همسایگی یک آتشکده هستند نیز رو به آن نیایش نمی‌کنند.
آتش در مزدیسنا نماد «اشه» است. آتش موجود در آتشکده به عنوان درفش مزدیسنا و نماد هویت دینی–فرهنگی زرتشتیان به‌شمار می‌رود. زرتشتیان معتقدند نمی‌توان برای خدا حدود و جهاتی قایل شد، و به دستور زرتشت نور را به عنوان نمادی از فروغمندی اهورامزدا نماز می‌گزارند.

### آتش‌پرستی
در میان برخی از عامه مردم به ویژه مسلمانان، پنداشته می‌شود که نمازگزاری زرتشتیان به سوی آتش، آتش‌پرستی است. اما در واقع نمازگزاردن رو به آتش، به عنوان پرستش آتش به جای خدا نیست.
زکریای قزوینی می‌نویسد:

 آنگاه که زرتشت خود را پیامبر خواند، چون نتوانست خود را به پیشگاه گشتاسپ برساند، روزی از شکاف سقف ایوانی که گشتاسپ در آن بود فرود آمد و گشتاسپ و همهٔ کسانی که در آنجا بودند هراسان شدند. گشتاسپ پرسید تو که هستی؟ گفت: من پیامبرم و از سوی خداوند به نزد تو آمدم. گشتاسپ گفت: گرچه ما این شگفت را دیدیم که تو از سقف فرود آمدی ولی به این بسنده نکنیم. ما را دانشمندان و بزرگان بسیاری است و باید با آنها مناظره کنی و اگر آنها به درستی تو گواه دادند، ما تو را پیروی خواهیم کرد. اشوزرتشت پذیرفت و شاه بفرمود تا دانایان را گرد هم آورند تا سخنان زرتشت را بشنوند. دانایان سخنان را شنیدند و گفتند او را در راه راست یافتیم ولی باید معجزه‌ای نیز بیاورد. گفتند دارویی به بدنش بمالیم و مس گداخته بر آن بریزیم و اگر به او آسیبی نرسید، او را باور داریم. آنگاه مس گداخته به سینه زرتشت ریختند و به او گزندی نرسید و مس گداخته به موهای وی رسید و همچون گوی مسی سرد شد. بخشهایی از این گوی‌های مسی را در گنجینهٔ پادشاهان مجوسی یافتند و گرامی داشتند. پس از این عذری نماند و زرتشت را به پیامبری برگزیدند و به دستور گشتاسپ در سراسر کشور آتشگاه‌ها ساختند و آتش را قبله خواندند و نه خداوندگار.
پردیسی توسی می‌نویسد:
| به یک هفته بر پیشِ یزدان بُدند |  | مپندار کآتش پرستان بُدند  |
| که آتش بِدان گاه، محراب بود   |  | پرستنده را دیده پرآب بود |
| به یک ماه در آذرآبادگان      |  | ببودند شاهان و آزادگان   |

## چگونگی

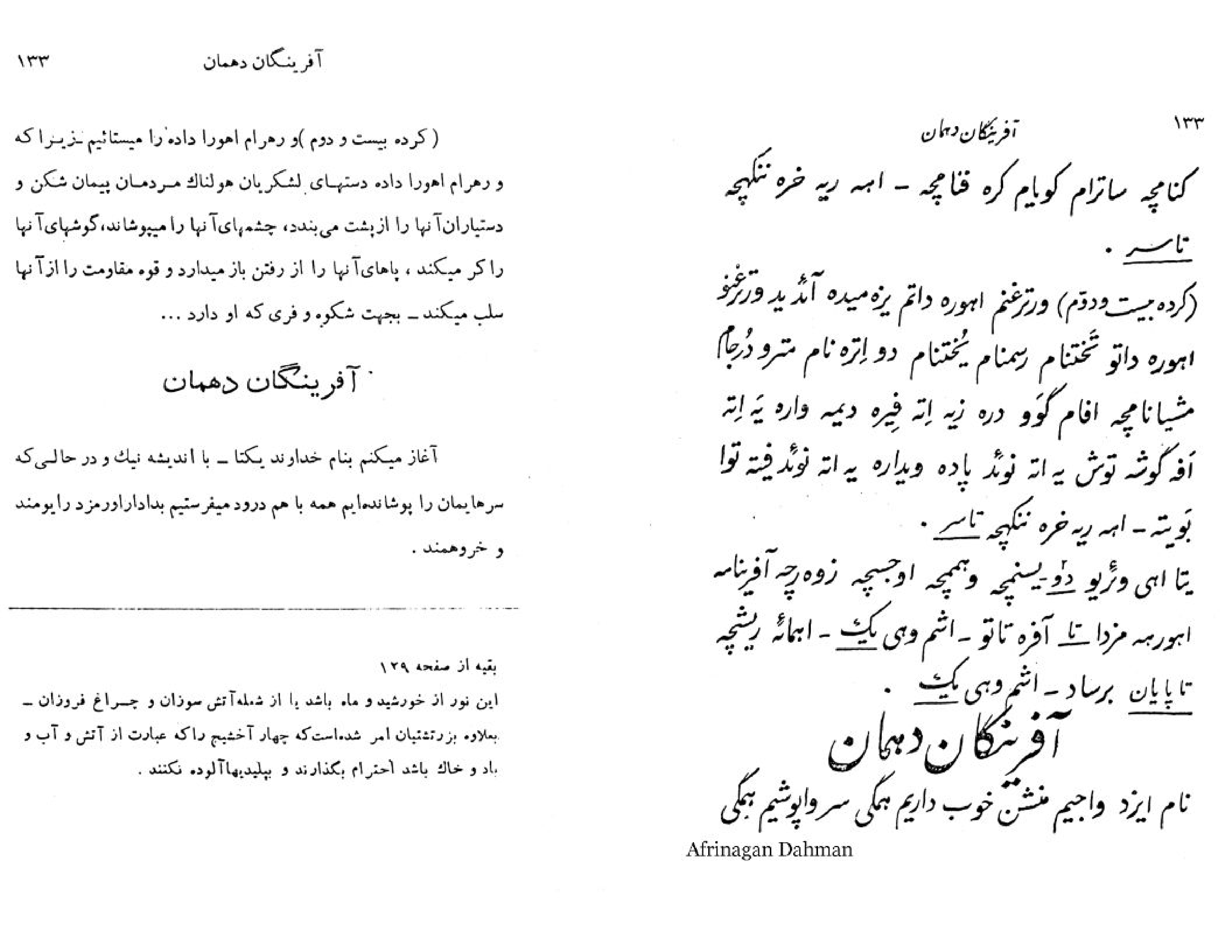
پاره‌ای از آفرینگان

نماز زرتشتی به زبان اوستایی است و با چنین جملاتی آغاز می‌شود:
به نام خداوند بخشنده مهربان
خشنود گردانم، اهورامزدا!
باور دارم دین مزداپرستی را که آوردهٔ زرتشت است.
پیرو آموزشهای اهورایی هستم که از دیو (دروغ) و دوگانه‌پرستی به دور است.
خدا لعنت کند کسانی که با اهریمن هستند.
راست گفت (اهورا مزدا)
پس از این زمزمه‌ها، نماز ویژه هر گاه خوانده می‌شود که دوبخشی است. در بخش نخست فرشته مربوط به آن گاه، و در بخش دوم همتای دنیایی او ستایش می‌شود. این دو بخش بر اساس داشتن دو جنبه «مُلکی» و «ملکوتی» هر چیزی است که هردو باید پاک و منطبق برهم باشند.